# أراليا خشنة
أراليا خشنة (الاسم العلمي:Aralia scaberula) هي نوع من النباتات تتبع جنس الأراليا من الفصيلة الأرالية.